# Гумка

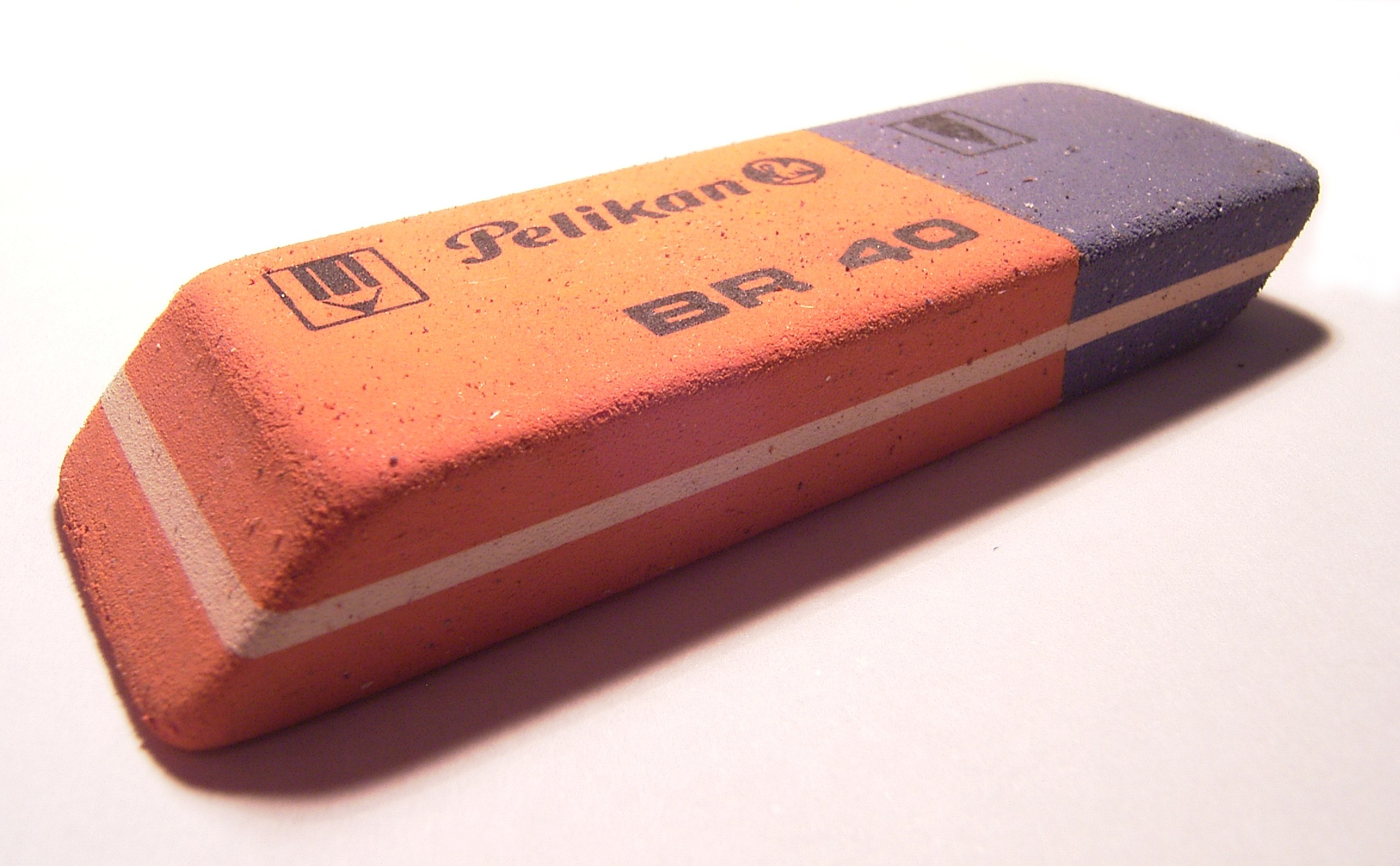

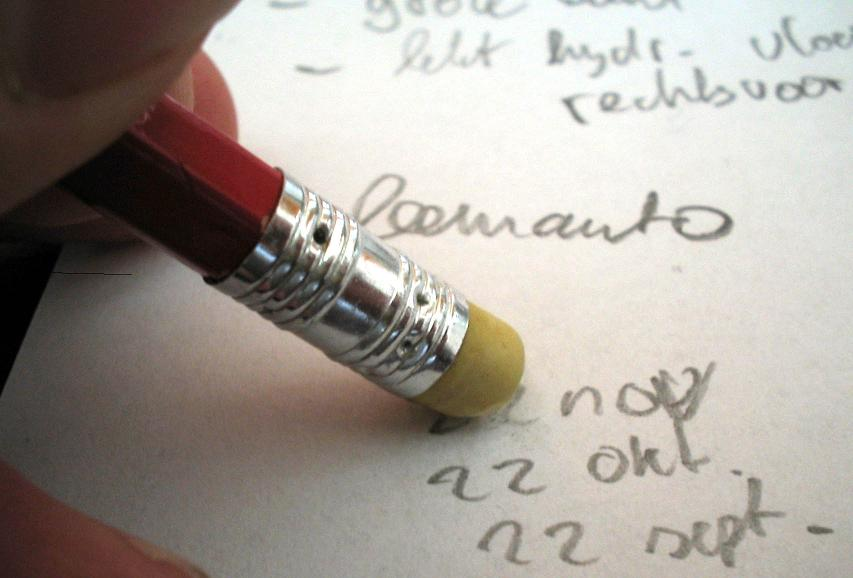
Гумка стала незамінним виробом у повсякденному житті

Гу́мка, розм. ла́стик (від фр. gomme élastique або лат. elasticus), стирачка, рези́нка — канцелярський виріб для видалення написів олівцем або чорнилом з поверхонь для письма (найчастіше з паперу). Гумка також використовується для видалення помилок зроблених креслярем чи художником. Нею художники також роблять тон світлішим.

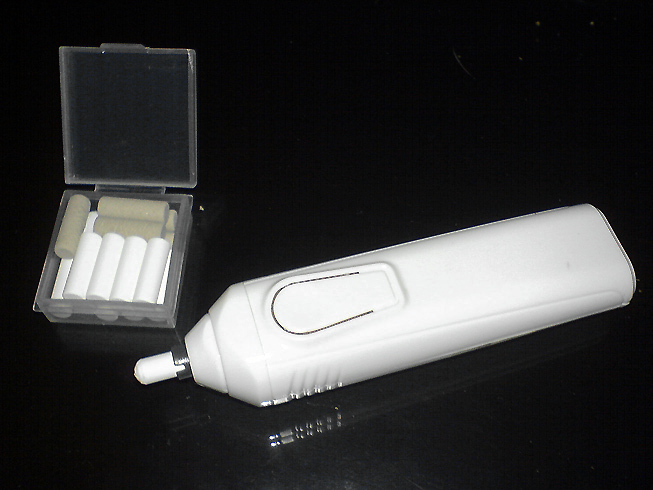
Електрична гумка

Існує велика кількість видів гумок, кожен з яких має своє особливе призначення. Гумки, розроблені для видалення з паперу чорнила, містять більшу кількість абразивних добавок та розраховані на механічне видалення забарвлених волокон паперу. Найпопулярнішу гумку виробляє всесвітня компанія Milan, її номер є 430.
Гумки також мають різні форми, хоча зазвичай вони подовгасті чи квадратні. Вони можуть бути як ручні, так і електричні. Є гумки у вигляді олівця чи у паперовій обгортці, так звані гумки-олівці, які призначені для ретуші та точного витирання.
За своєю структурою гумки можуть бути пластичними, які легко змінюють свою форму, чи твердими. Також є гумки з вініловими краями, призначені для стирання туші.
Гумки можуть бути виготовлені не тільки з гуми, але й з пластмаси.

## Історія
До використання гуми для стирання слідів від свинцю чи вугілля з паперу використовували воскові таблетки. Для видалення дрібних помилок з пергаментних або папірусних документів використовували шматочки грубого каменю, наприклад, пісковика або пемзи. Застосовувався навіть хліб без скоринки.
15 квітня 1770 року Джозеф Прістлі зробив запис в своєму щоденнику про те, що для видалення з паперу записів, зроблених олівцем, він знайшов ідеальний матеріал, яким слугував каучук.
В 1770 році англійський інженер Едвард Наїрн випадково відкрив властивість гуми стирати зроблені записи, переплутавши шматок матеріалу з хлібом, котрий слугував для видалення записів з паперу. Пізніше Наїрн розпочав продаж гумок під назвою індійська гума.
1839 року Чарлз Гуд'їр винайшов процес вулканізації, який значно покращив якість та міцність гуми, що вироблялася з натурального каучуку.
30 березня 1858 року Гімен Ліпман з Філадельфії запатентував олівець, на кінчику якого було закріплено гумку.

## Використання
Під час тертя гумою по паперу, на якому щось написано, шматочки графіту поступово стираються з паперу за рахунок прилипання до поверхні гумки, яка теж в процесі стирається дрібними шматочками. В результаті цього поверхня очищається від напису, а у гумки стирається використаний шар.
Однак, якщо ластик неякісний чи засохлий, він бруднить папір і розмазується. У наш час гумки для стирання роблять із різних матеріалів: каучуку, полівінілхлориду і пластику. Для підвищення якості стирання до натурального каучуку додають безліч додаткових речовин.
Незамінною і практично основний добавкою є пластифікатор, який виробляють на основі різних тваринних масел чи рослинних олій (ріпаковій олії). Саме пластифікатор забезпечує високу якість гумки. Використовуються у виробництві ластиків також сірка, кварцева пудра, різного роду наповнювачі (крейдяний, пемзова пудра).
Колірна палітра ластиків різноманітна завдяки барвників, що входять до них. Наприклад, оксид заліза або сульфід сурми — для червоного кольору гумки, літопон або цинк використовуються для білого кольору гумки.
Існують комбіновані і двоколірні гумки, у яких одна сторона м'яка для стирання слідів від графітних олівців, а друга тверда — для видалення слідів від чорнила. Такі гумки можна вважати універсальними, функціональними і практичними.